# Gerente de proyectos
La gestión de proyectos es una práctica común en organizaciones. En toda organización existen operaciones y proyectos, donde las operaciones suelen ser procesos continuos, repetitivos, estandarizados y de relaciones estables, mientras que los proyectos son temporales y únicos, con un alto grado de incertidumbre, riesgos y de relaciones cambiantes. Un proyecto requiere de un esfuerzo temporal (tiene un principio y un fin) para crear un producto único, servicio o resultado que cumpla con los objetivos planteados. De ahí, que la gestión de proyectos se defina como la aplicación de conocimientos, habilidades, herramientas y técnicas orientadas a las actividades del proyecto para alcanzar los objetivos o metas propuestos.
Un proyecto tiene su origen en diversos factores: requerimiento del mercado, necesidad de negocio, solicitud de un cliente, productos de cambios tecnológicos, obligaciones legales, demanda social o posicionamiento estratégico. Los proyectos son realizados por personas, y generalmente están condicionados a la limitación de recursos, así, el gerente de proyectos es el responsable de coordinar, planificar y controlar la ejecución del proyecto, guiar al equipo de trabajo y garantizar de que el resultado final propuesto se dé a tiempo y dentro del presupuesto establecido originalmente. Su objetivo principal es alinear a todas las partes interesadoas mediante una colleccion de herramientas y procesos.

## Roles del Gerente de Proyectos
El gerente de proyectos lidera al equipo de proyectos para alcanzar los objetivos y las expectativas de los socios o partes interesadas, lograr el balance entre las restricciones o limitaciones del proyecto con los recursos disponibles y cumple además con los siguientes roles:.
Interpersonal: responsable de manejar efectivamente diferentes profesionales, ayudar a solventar posibles problemas de equipos y crear la unidad de éste, construir una relación de confianza con los socios o interesados del proyecto, asegurarse de escuchar atentamente las opiniones de otros ante la toma de decisiones.
Informacional: es el responsable de mantener la comunicación entre las partes interesadas: miembros del equipo, patrocinadores, clientes, etc.
Decisional: incluye el manejo de directrices y ajustes de recursos durante la ejecución del proyecto con el fin de garantizar su éxito.
Adicionalmente, al conocimiento del manejo de los procesos (recolección de información, seguimiento y generación de reportes)  y recursos del proyecto y al entendimiento de los roles mencionados, diversas investigaciones y experiencias señalan siete  rasgos que pueden ayudar a un gerente de proyectos a ser exitoso: entusiasmo por el proyecto, habilidad de manejar cambios efectivamente, actitud tolerante hacia la ambigüedad, habilidades para trabajar en equipo y negociación, servicio y orientación al cliente, adherencia a las prioridades del negocio, conocimiento de la industria y tecnológico. 
El gerente de proyectos se rige por los estándares profesionales de la gerencia o gestión de proyectos (la guía del PMBOK), creados por el Project Management Institute (PMI), institución que agrupa a los profesionales del área, y el cual genera conocimiento a través de la investigación, además de promover la gerencia o gestión de proyectos como una profesión a través de sus programas de certificación. La guía del PMBOK "Project Management Body of Knowledge" compila el conjunto de conocimientos, dirección, gestión y administración de proyectos, generalmente conocidos como "buenas practicas" y que se constituyen como los estándares de la gerencia o gestión de proyectos.

## Conclusión
La responsabilidad del gerente de proyectos es liderar y administrar el proyecto, adicionalmente, debe estar familiarizado con las áreas de conocimiento clave antes de comenzar un proyecto, necesita habilidades para el manejo de personas, de comunicación y de negocios, y habilidades técnicas para ser un gerente de proyecto efectivo. Además, se requiere un esfuerzo continuo y entusiasta, lo cual contribuirá al éxito del proyecto.